# Kabara

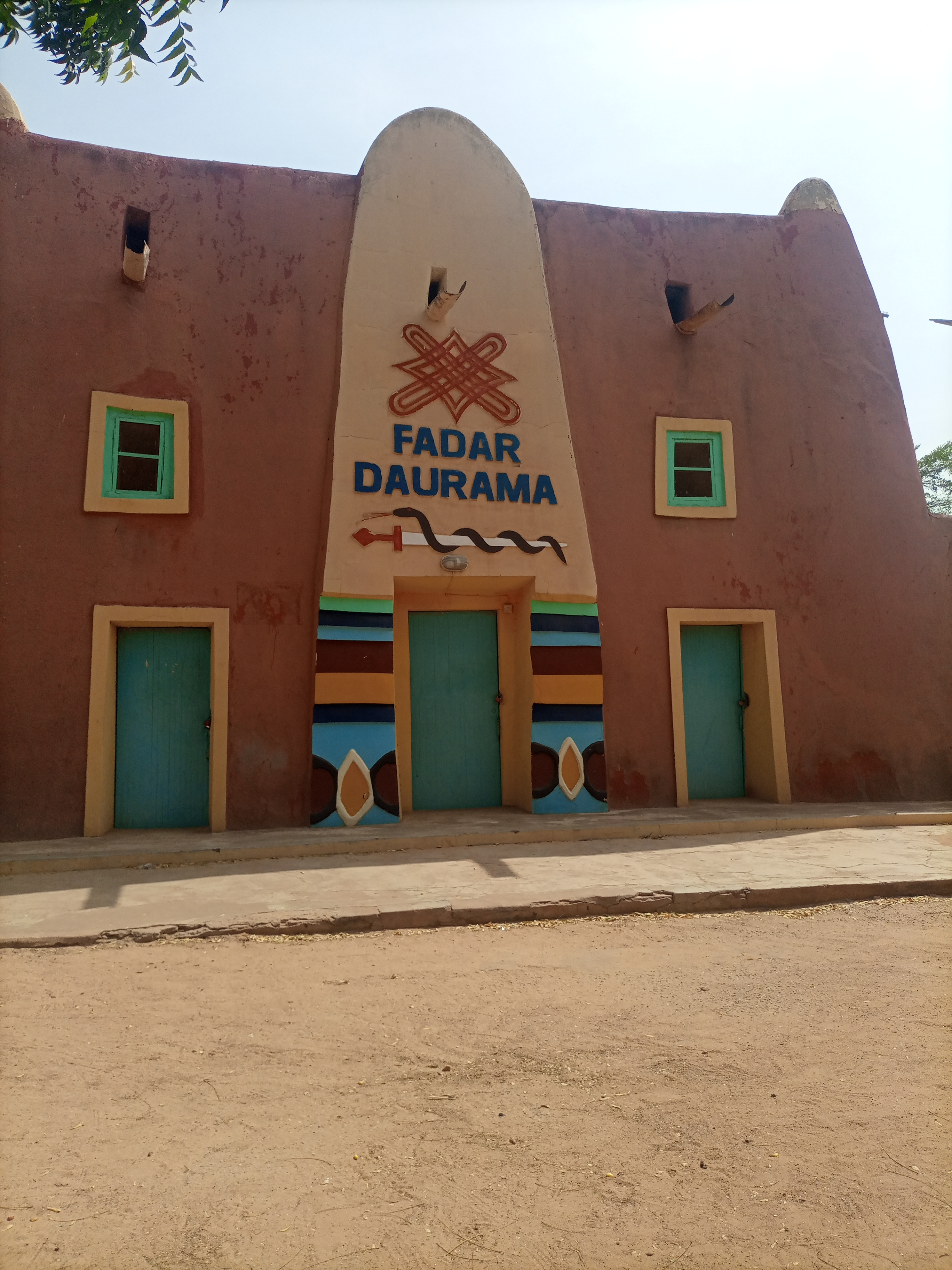
Palais de la reine Daurama

Kabara ou Magajiya est le titre utilisé par les monarques matriarcaux qui gouvernaient le peuple haoussa à l'époque médiévale. La Chronique de Kano donne la liste suivante des monarques matriarcaux qui auraient culminé et pris fin avec le règne de Daurama II, le dernier Kabara de Daura. 

## Kabaras
Liste des Kabaras:
- Kufuru
- Ginu
- Yakumo
- Yakunya
- Wanzamu
- Yanbamu
- Gizir-gizir
- Inna-Gari
- Daurama
- Ga-Wata
- Shata
- Fatatuma
- Sai-Da-Mata
- Ja-Mata
- Ha-Mata
- Zama
- Sha-Wata
- Daurama II